# Carinaulus vseteckai
Carinaulus vseteckai är en skalbaggsart som beskrevs av Tesar 1945. Carinaulus vseteckai ingår i släktet Carinaulus och familjen Aphodiidae. Inga underarter finns listade.